# ایزر
شهرستان ایزر (به فرانسوی: Isère) در ناحیه رون-آلپ در کشور فرانسه واقع شده‌است.